# Narkomanija
Narkomanija (grč.) je navika uživanja narkotika, u proširenom značenju toksikomanija
Narkomanija je snažna vezanost osobe za neku psihoaktivnu tvar, koja se karakterizira kao neodoljiva strast za njenim konzumiranjem. Godine 1957., Svjetska zdravstvena organizacija definirala je narkomaniju kao: "stanje periodične ili kronične intoksikacije izazvane ponavljanim unošenjem droge". 
Razlikuju se tri vrste ovisnosti: psihička, fizička i stanje razvoja i rasta tolerancije organizma na psihoaktivnu tvar. Tolerancija se odnosi na postupan rast doze potrebne za željeni učinak jer tijelo i ljudski mozak relativno brzo postaju imuni na učinak količine droge koju ovisnik u ranoj fazi razvoja ovisnosti dnevno unosi u organizam, potrebno mu je sve više i više, upravo zbog razvoja i porasta tolerancije. Nakon 6-8 mjeseci, za isti osjećaj ugode potrebno je uzimati sve više i više odabrane psihoaktivne tvari kako bi osoba bezuspješno nastojala postići taj neuhvatljivi osjećaj prvog komzumiranja određene psihoaktivne tvari, a koji ju je i odveo u ovisnost, ali ni nakon par godina svakodnevnog drogiranja osjećaj ugode kakav ovisnik svaki puta želi ponoviti postaje nemoguća misija zbog promjene kemije unutar mozga. Upravo želja za ponavljanjem tog osjećaja ugode koji je sve teže ponoviti najčešći je uzrok smrtnosti ovisnik; predoziranje (overdose).
Koliko će brzo nastupiti i kakva će biti priroda i jačina ovisnosti ovisi od mnogih čimbenika: vrste droge i njenih farmakoloških svojstava, od načina, učestalosti, količine i dužine konzumiranja, od osobnosti ovisnika, njegove obiteljske i društvene sredine itd.
Toksikomanija je stanje povremene ili kronične intoksikacije izazvano potrebom za nekom psihoaktivnom, toksičnom supstancom, kao i njenom dužom zlouporabom. Toksikomanija može dovesti do oštećenja organizma i do fizičkog, intelektualnog, duhovnog i moralnog propadanja osobe. Najpoznatije toksikomanije su: alkoholizam, narkomanija i nikotinska ovisnost.
Habituacije droge je patološka želja za zloupotrebom kemijskih supstanci, koja rezultira prvo psihičkom, a ubrzo i fizičkom,
dakle potpunom ovisnošću. Ovisnik s potpuno razvijenom psihičkom i fizičkom ovisnošću u nedostatku dnevne doze psihoaktivne tvari koju uzima (tzv."teže droge", opij, morfij, heroin i sintetički opioidi, kokain, metamfetamin, i sl.), a koju je ovisnik bez prestanka, pa i višekratno dnevno uzimao kroz određeni vremenenski period može iskusiti "krizu", izrazitu fizičku nelagodu, dodatno snažno pojačanu trenutnim psihičkim stanjem i željom za izlaskom iz takvog stanja krize, tj.simptoma ustezanja (skidanja s droge) na najbrži mogući način - nabavom nove doze sredstva o kojem je osoba ovisna, posebice ako je ovisna osoba psihički nepripremljena za liječenje ili ignorira postojanje problema. 

Narkomafija je skupina, koja živi na račun ovisnika o drogi. Narkomafiju čine: proizvođači, prerađivači, trgovci drogom, korumpirani političari, policajci i suci, te odvjetnici koji ih brane. Trgovina droga je dio crnog tržišta i donosio ogroman profit, jer ne podliježe plaćanju poreza. 

## Povijest
Droga je poznata od vremena starog Egipta. Na početku 19. stoljeća, britanski trgovci među prvima su počeli tajno krijumčariti opijum u Kinu. Imali su deficit u trgovini s Kinom, zbog uvoza kineskog čaja te su željeli uravnotežiti trgovinu izvozom opijuma. Kina je 1839. zabranila korištenje opijuma. Velika Britanija šalje topovnjače i napada kineske obalne gradove te izbija Opijumski rat. Kina je tada imala zastarjelo oružje te je poražena. Bila je prisiljena potpisati nepovoljan Ugovor iz Nankinga 1842., kojim je morala dozvoliti uvoz opijuma. Kasnije je dolaskom komunista na vlast u Kini, tržište i potražnja drogā postupno se premiješta u zapadne zemlje Europe i SAD. Promoviranje liberalnih vrijednosti, rock kulture ("seks, droga i rock'n'roll"), dekadencije i hedonizma pogotovo u "ludim šezdesetima" pomoglo je prihvaćanju i širenju droge.